# میساکو یاسودا
میساکو یاسودا (انگلیسی: Misako Yasuda؛ زادهٔ ۲۱ آوریل ۱۹۸۲) بازیگر اهل کشور ژاپن است. از فیلم‌هایی که وی در آنها بازی کرده‌است می‌توان به مجموعهٔ تلویزیونی میخک اشاره کرد.